# Рова (притока Јоканге)
Рова (рус. Рова) река је која протиче преко северних делова Кољског полуострва на подручју Мурманске области на крајњем северозападу европског дела Руске Федерације. Друга је по дужини притока реке Јоканге и део басена Баренцовог мора. Свој ток започиње у северном делу побрђа Кејви.
Укупна дужина водотока је 75 km. Њене обале су доста ниске и мочварне у доњем, а високе и кањонске у горњем делу тока. Најважније притоке су Мала Рова и Калмијок.
Целом дужином свога тока протиче преко територије Ловозерског рејона. На њеним обалама се не налазе насељена места.